# 呼伦杜赫龙属
呼伦杜赫龙属（学名：Khurendukhosaurus）是离龙目下的一个属，它被发现于蒙古和俄罗斯的下白垩纪岩石。该属目前有两个物种被命名，模式种K.orlovi的化石标本在1984年被Sigogneau-Russell和Efimov命名为颅后骨骼碎片针3386/3。这一标本发现于蒙古中部呼伦杜赫的阿普第阶下白垩统Hühteeg-Svita组。该地的湖泊沉积物中还发现了伊克昭龙属和Tchoiria的化石以及K.orlovi的其他颅后骨骼。
第二个物种K.bajkalensis的标本于1996年被Efimov命名为PIN 2234/201，由一个肩胛骨和一根肋骨组成。这些骨骼发现于俄罗斯布里亚特省Gusinoye湖的下白垩世Murtoi地层。第一种俄罗斯离龙目由Efimov和Storrs在2000年发现，由于化石稀少，很难与K.orlovi区分开，因为材料数量。Skutschas（2008）的报告支持在俄罗斯发现的离龙目化石在呼伦杜赫龙属中的位置的额外材料，但发现K.bajkalensis在该属中的分类是可疑的。从Batylykh地层中发现了一个不确定的物种。
呼伦杜赫龙属是一类小型的离龙目，长约1米（3.3英尺）。Efimov和Storrs认为它是离龙目的基干种类，但Skutschas在系统发育分析中无法证实这一点。它可能与潜龙科有关，这是一类有着长脖子的离龙目。呼伦杜赫龙属的尾部神经棘是拉长的，表明它是用一条长尾巴游泳的。